# نجاة عبد الصمد
نجاة عبد الصمد، كاتبة ومترجمة وطبيبة توليد سورية من مواليد 1967. لها خمس روايات منها رواية «لا ماء يرويها» الصادرة عن دار منشورات ضفاف في عام 2017 والتي فازت بجائزة كتارا للرواية العربية. كما لها إصدارات في الترجمة عن اللغة الروسية منها قصة «مذكرات طبيب شاب» للكاتب الروسي ميخائيل بولغاكوف.

## حياتها العملية
نجاة عبد الصمد، طبيبة توليد وجراحة نسائية وكاتبة روائية ومترجمة ولدت في مدينة السويداء في سوريا عام 1967، ومقيمة حاليا في ألمانيا. تخرجت من كلية الطب البشري جامعة زباروجيا في أوكرانيا، وأكملت اختصاص التوليد والجراحة النسائية في وزارة الصحة، دمشق. تحمل أيضاً إجازة في الأدب العربي من كلية الآداب جامعة دمشق. صدر لها حتى الآن خمس روايات منها «بلاد المنافي» التي صدرت عن دار الريس في عام 2010، «غورنيكات سورية» صدرت عن دار مدارك، الإمارات العربية المتحدة، 2013، «في حنان الحرب» صدرت عن منشورات مدارك، الإمارات العربية المتحدة، 2015، «لا ماء يرويها» عن منشورات ضفاف/ بيروت، الاختلاف/ الجزائر، 2017، «منازل الأوطان»، بيت المواطن (ضمن سلسلة شهادات سورية). كما لها ترجمات عن اللغة الروسية مثل «مذكرات طبيب شاب» للكاتب الروسي ميخائيل بولغاكوف والذي كان عملا مشتركا مع المترجمين أسامة أبو الحسن وثائر زين الدين. وفي عام 2018، نالت رواية عبد الصمد «لا ماء يرويها» جائزة كتارا للرواية العربية عن فئة الروايات المنشورة.

## مؤلفات

### ترجمات
(عن اللغة الروسية)
- مذكرات طبيب شاب – للكاتب ميخائيل بولغاكوف، دار الطليعة الجديدة (الطبعة الثانية)، 2005 – مشترك مع أسامة أبو حسن وثائر زين الدين.

- الجمال جسد وروح للكاتبة فاندا لاشنيفا، 2015.

### روايات
- بلاد المنافي، دار الريس – بيروت، 2010
- غورنيكات سورية، دار مدارك للنشر، 2013
- في حنان الحرب، دار مدارك للنشر، 2015
- لا ماء يرويها، منشورات ضفاف، 2017
- منازل الأوطان، بيت المواطن، 2018
- أيتام الجبال، منشورات ضفاف،2025[5]

## الجوائز
- حازت روايتها «لا ماء يرويها» على جائزة كتارا للرواية العربية لعام 2018.